# Herz Jesu (Oebisfelde)

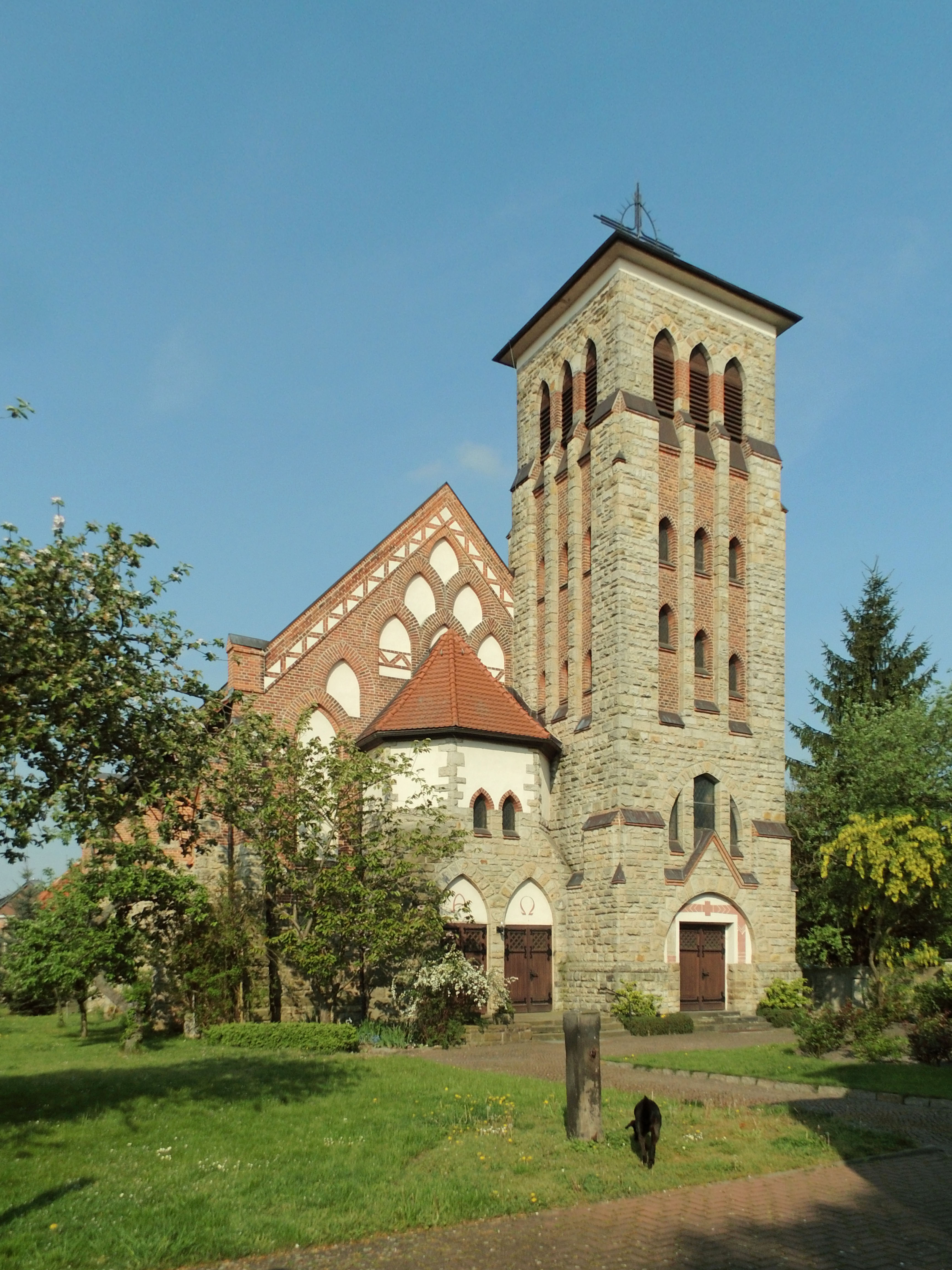
Kirche von Südosten

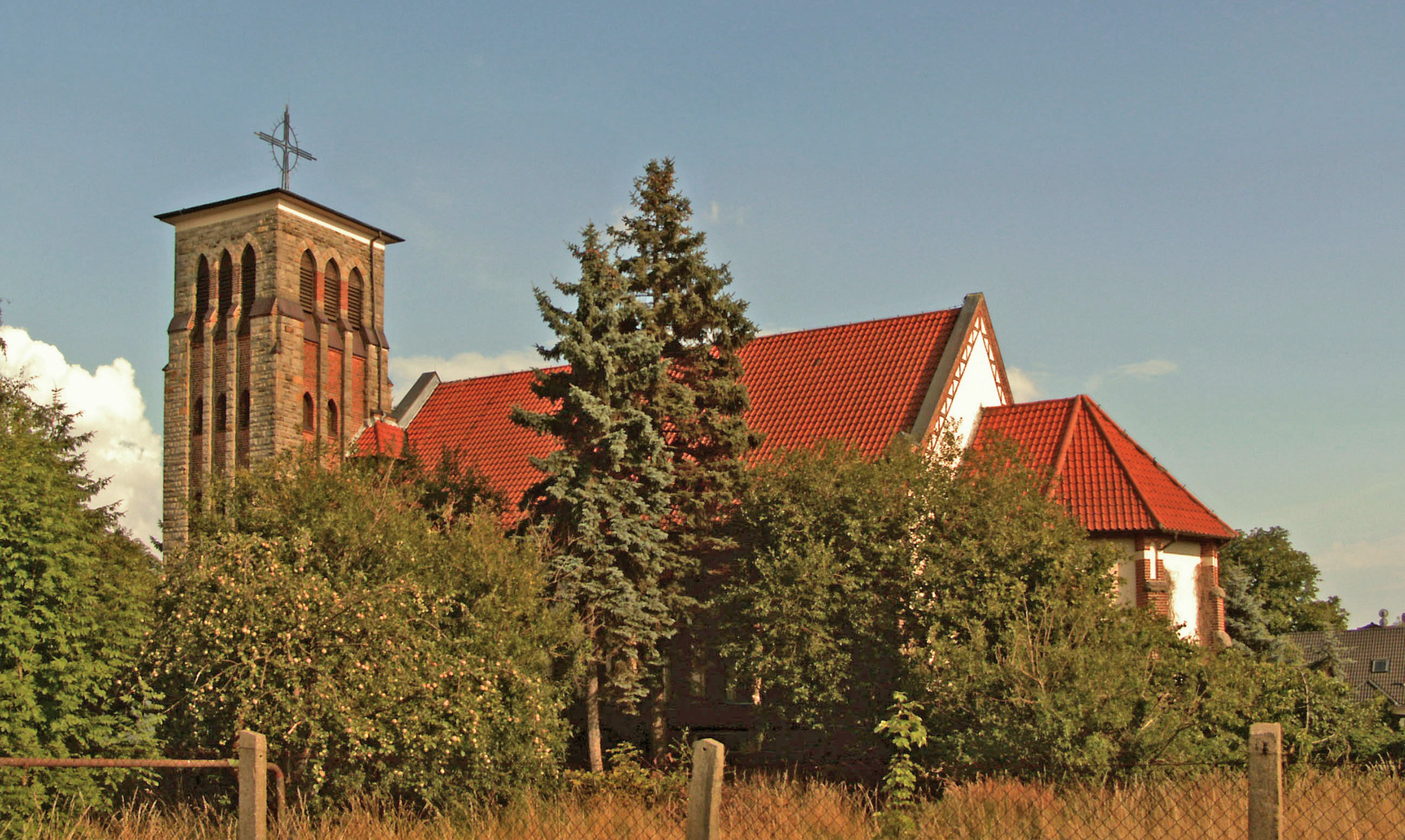
Kirche von Nordwesten

Die Kirche Herz Jesu ist die katholische Kirche in Oebisfelde, einem Ortsteil der Stadt Oebisfelde-Weferlingen im Landkreis Börde in Sachsen-Anhalt. Sie ist die größte Kirche der Gardelegener Pfarrei „St. Hildegard“ und gehört zum Dekanat Stendal des Bistums Magdeburg. Die nach dem Heiligsten Herz Jesu benannte Kirche befindet sich in der Bahnhofstraße 24 und ist im Denkmalverzeichnis des Landes Sachsen-Anhalt unter der Erfassungsnummer 094 84842 als Baudenkmal aufgeführt.

## Geschichte
Mit der Einführung der Reformation 1542 in Oebisfelde, das damals zum Archidiakonat Eschenrode im Bistum Halberstadt gehörte, wurde die Bevölkerung und die Oebisfelder Kirche evangelisch-lutherisch.
Erst mit der wirtschaftlichen Entwicklung in der zweiten Hälfte des 19. Jahrhunderts, begünstigt durch den 1871 errichteten Bahnhof Oebisfelde, siedelten sich wieder Katholiken in Oebisfelde an. Am 26. Dezember 1892 zelebrierte Pfarrverweser Heinrich Haehling von Lanzenauer aus Gardelegen den ersten katholischen Gottesdienst in Oebisfelde in einem Saal des Schützenhauses. 1892 wohnten bereits rund 100 Katholiken in Oebisfelde und den umliegenden Ortschaften. Sie wurden zunächst von den Geistlichen aus Althaldensleben, Gardelegen und Helmstedt betreut.
1899 schickte der Bischof von Hildesheim wegen der vielen Katholiken in Velpke, wo damals aus politischen Gründen noch keine Kirche gebaut werden konnte, Vikar Joseph Evers nach Oebisfelde. Er wohnte zunächst in Gardelegen.
Im Dezember 1902 konnte an der Bahnhofstraße der damals noch selbstständigen Landgemeinde Kaltendorf für die Kirche das Fredemannsche Grundstück, das mit einem Wohnhaus bebaut war, angekauft werden. Im Januar 1903 zog Vikar Evers dort ein und begründete damit die Kirchengemeinde „Kaltendorf-Oebisfelde“. Damals gehörten Kaltendorf und Oebisfelde zur Pfarrei Gardelegen im Dekanat Stendal. Von 1903 an wurden in Oebisfelde auch katholische Kirchenbücher geführt. Die Gottesdienste fanden von nun an bis zur Benediktion der Kirche in der Gaststätte „Jägerhof“ statt. Nach der Versetzung Vikar Evers’ im April 1908 nach Lehe wurde die Seelsorgestelle „Kaltendorf-Oebisfelde“ mit Priestern aus dem Bistum Paderborn, zu dem Oebisfelde damals gehörte, besetzt. Erster dieser Geistlichen war Pfarrvikar Bernhard Knostmann.

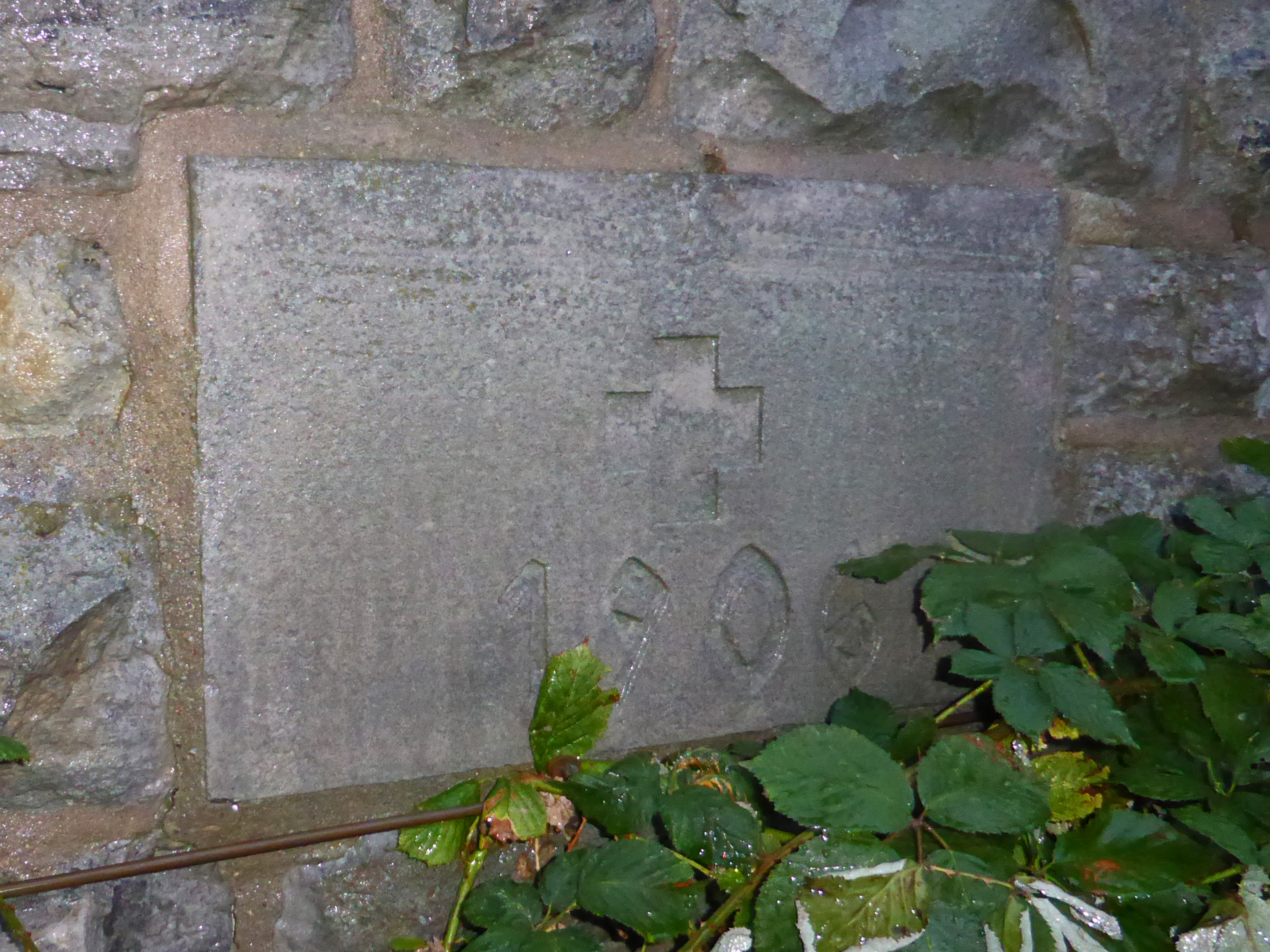
Grundstein

Am 16. September 1906 erfolgte auf dem Grundstück die Grundsteinlegung der Kirche. Am 28. Juli 1907 wurde sie eingeweiht, und am 1. oder 18. August 1908 folgte durch Weihbischof Augustinus Gockel die bischöfliche Konsekration. 1912 wurde in Weferlingen eine zur Kirchengemeinde „Kaltendorf-Oebisfelde“ gehörende Notkapelle eingerichtet, die trotz eines eigenen Seelsorgers noch bis 1966 zur Kirchengemeinde Oebisfelde gehörte. Mit Wirkung vom 1. April 1918 wurden die Landgemeinde Kaltendorf und die Stadt Oebisfelde zu einer neuen Stadtgemeinde „Oebisfelde-Kaltendorf“ vereinigt.

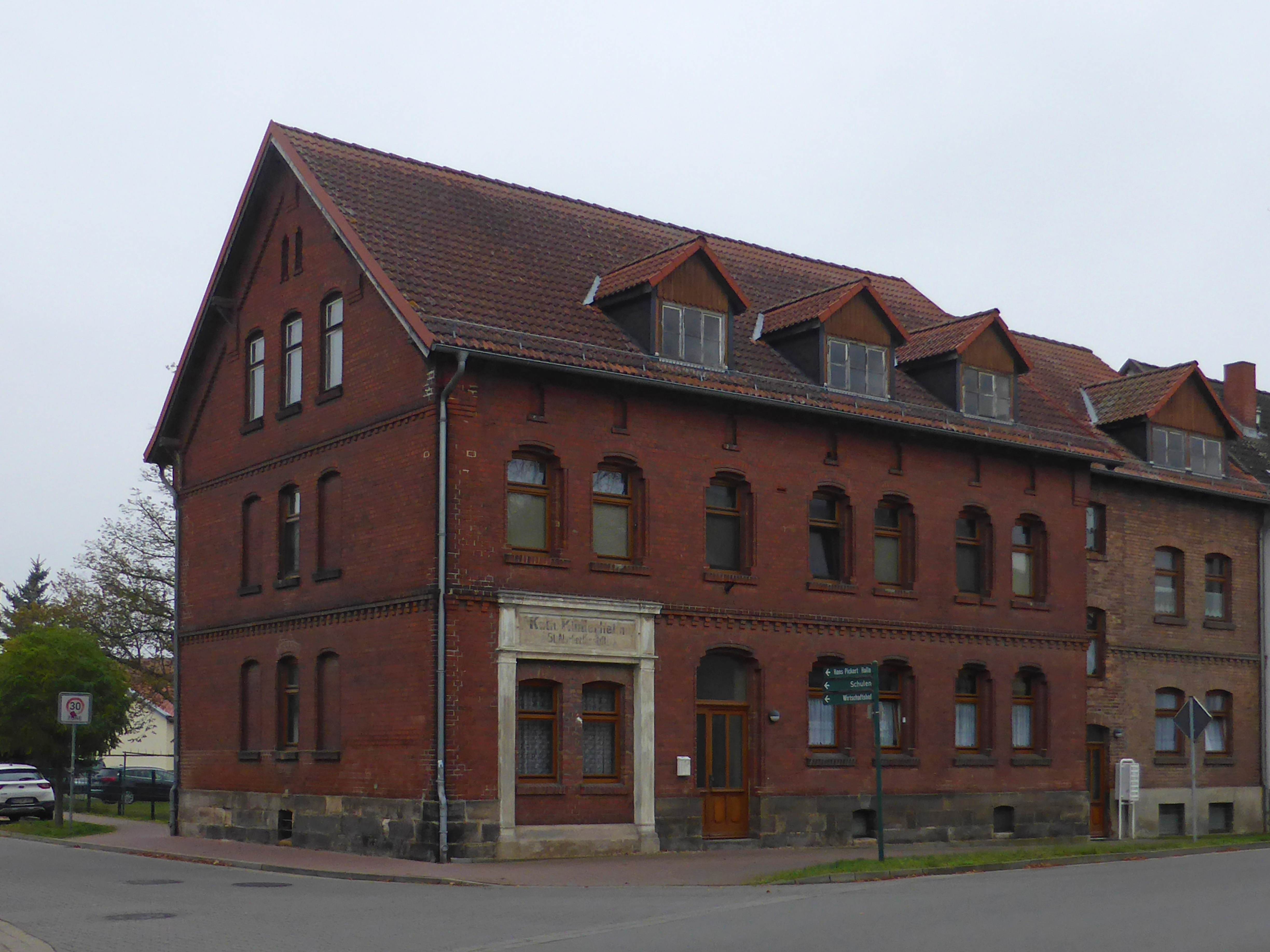
Ehemalige Kommunikantenanstalt (2021)

Im Juni 1918 wurde das Helmsche Haus an der Gardelegener Straße erworben und darin eine Anstalt für Kommunikanten eingerichtet, die zunächst von einer Diasporahelferin des Erzbistums Paderborn geleitet wurde. Von 1922 bis 1926 wirkte Lorenz Jaeger, der spätere Erzbischof von Paderborn, als Pfarrvikar in Oebisfelde-Kaltendorf. 1927 wurde die Leitung der Kommunikantenanstalt, die auch Waisen und Kinder aus schwierigen Familienverhältnissen beherbergte, von der Kongregation der Franziskanerinnen von Salzkotten übernommen.
1938 wurde die Stadt „Oebisfelde-Kaltendorf“ in „Oebisfelde“ umbenannt. Ab 1940 wurde die Kommunikantenanstalt nur noch als Kinderheim genutzt, das „St. Norbertusstift“ genannt wurde.
Am 1. Juli 1948 wurde die Kirchengemeinde Oebisfelde zur Filialkirchengemeinde erhoben. Während der DDR befand sich die Kirche im Sperrgebiet, außerhalb des Sperrgebietes wohnende Mitglieder der Kirchengemeinde durften die Kirche nicht aufsuchen. Für sie wurden seitens des Oebisfelder Geistlichen Gottesdienste außerhalb des Sperrgebietes gehalten, in evangelischen Kirchen und profanen Räumen. Von den Behörden der DDR wurde die Straße, an der sich die Kirche befindet, in Karl-Marx-Straße umbenannt, dies wurde nach der Wende wieder rückgängig gemacht.
Am 1. Mai 1960 wurde die katholische Pfarrei Oebisfelde eingerichtet. 1967 wurde die Turmspitze der Kirche wegen Bauschäden abgetragen, sie wurde bis heute nicht wieder errichtet. 1969 endete die Tätigkeit der Schwestern der Kongregation der Franziskanerinnen von Salzkotten im Kinderheim „St. Norbertusstift“ und die Einrichtung wurde aufgegeben, die Stadt Oebisfelde nutzte das Haus fortan als Kinderkrippe.
1987 nahm die ehemalige Tochtergemeinde in Velpke wieder Kontakt zur Kirchengemeinde in Oebisfelde auf, von der Velpke inzwischen durch die Innerdeutsche Grenze getrennt war. Am 17. September 1987 traf sich eine Delegation der Velpker Kirchengemeinde im Pfarrhaus der Kirche St. Elisabeth in Mieste, da Oebisfelde im Sperrgebiet der DDR lag und daher von Fremden ohne Genehmigung nicht besucht werden konnte.
Seit dem 1. Dezember 2006 verfügt die Kirche über keinen ortsansässigen Priester mehr, sondern wird vom Pfarrer aus Gardelegen mitbetreut. Am 1. November 2007 wurde aus den Pfarreien Gardelegen und Oebisfelde, den Kuratien Kalbe und Mieste, sowie den Pfarrvikarien Beetzendorf und Klötze ein Gemeindeverbund errichtet. Damals gehörten zur Pfarrei Oebisfelde rund 310 Katholiken. Am 2. Mai 2010 wurde die heutige Pfarrei „St. Hildegard“ errichtet, zu der seitdem die Herz-Jesu-Kirche gehört. Die Volkszählung in der Europäischen Union 2011 zeigte, dass von den 13.838 Einwohnern der Stadt Oebisfelde-Weferlingen 480, und somit 3,5 %, der römisch-katholischen Kirche angehörten. 2013 erfolgte die jüngste Renovierung der Kirche. Seit der Schließung der Kirche St. Antonius von Padua (Dähre) im Jahre 2015 ist die Herz-Jesu-Kirche die westlichste Kirche im Dekanat Stendal.

## Architektur und Ausstattung
Die Kirche befindet sich in rund 62 Meter Höhe über dem Meeresspiegel, sie wurde nach Plänen von Maximilian Jagielski errichtet und bietet 168 Sitzplätze. Eine Herz-Jesu-Statue befindet sich in einer eigenen Seitenkapelle. Im Vorraum der Kirche befindet sich ein Missionskreuz, das an die Volksmission von 1952 erinnert.